# Donje Vinovo
Donje Vinovo je naselje u sastavu Općine Unešić, u Šibensko-kninskoj županiji. Nalazi se oko 9 kilometara istočno od Unešića.

## Povijest
Do 1931. naselja Gornje Vinovo i Donje Vinovo činile su jedinstveno selo Vinovo.

## Stanovništvo
Prema popisu iz 2011. naselje je imalo 79 stanovnika.
| broj stanovnika | 478   | 472   | 491   | 526   | 589   | 544   | 540   | 619   | 594   | 636   | 646   | 607   | 434   | 215   | 90    | 79    | 52    |
|                 | 1857. | 1869. | 1880. | 1890. | 1900. | 1910. | 1921. | 1931. | 1948. | 1953. | 1961. | 1971. | 1981. | 1991. | 2001. | 2011. | 2021. |